# Kościół św. Jana Chrzciciela w Nowej Wsi Królewskiej
Kościół świętego Jana Chrzciciela w Nowej Wsi Królewskiej – rzymskokatolicki kościół parafialny należący do parafii pod tym samym wezwaniem (dekanat Wąbrzeźno diecezji toruńskiej).
Budowa świątyni została rozpoczęta około 1300 roku, natomiast zakończona została w 1 połowie XIV wieku. Podczas wojen szwedzkich budowla została poważnie uszkodzona. Wyremontowano ją w 1908 roku; w tym czasie murowana iglica wieży została wymieniona na dachem namiotowy pokryty dachówką ceramiczną. 
Najstarszym zabytkiem w świątyni jest rzeźba Boga Ojca w stylu późnogotyckim z 1508 roku. Ołtarz główny i boczny lewy powstały około 1700 roku, ołtarz boczny prawy pochodzi z około połowy XIX wieku i jest ozdobiony rokokowym antependium z końca XVIII stulecia, feretron z początku XVIII wieku jest ozdobiony wizerunkiem świętego Rocha, chrzcielnica w stylu rokokowym pochodzi z 2. połowy XVIII wieku. Ambona, konfesjonały, krucyfiks, rzeźby: Chrystusa Zmartwychwstałego, Józefa i Matki Bożej Bolesnej powstały pod koniec XVIII wieku. Organy z neogotyckim prospektem zostały wykonane w 1902 roku przez firmę Orgelbauanstalt  A. Terletzki, Inh., Ed. Wittek, Elbing. Dzwon został odlany w 1768 roku przez Mikołaja Petersilgego w Toruniu. Oprócz tego w kościele można zobaczyć płyty nagrobne Konstancji Bagniewskiej (zmarłej w 1784 roku) i Władysława Działowskiego (zmarłego w 1858 roku).